# Qaboos af Oman
Qaboos bin Said Al Bu Saidi (født 18. november 1940, død 10. januar 2020) var sultan af Oman siden 1970, hvor han var med til at vælte sin far. Han var den 14. generation af Al Bu Sa'idi familiedynastiet. Han blev født i Salalah i Dhofar-regionen af Oman og var faderens, Said bin Taimur, eneste søn med prinsesse Mazoon al Mashani. Han blev uddannet i Salalah og i Pune, Indien og blev sendt til England som 16-årig, hvor han kom på privatskole og siden fik en militæruddannelse. Indtil sin død var Sultan Qabus en af verdens to sultaner, den anden er sultanen af Brunei.[kilde mangler]
Sultan Qabus var, som størstedelen af Omans indbyggere, muslim der praktiserede efter Ibadi-traditionen, som adskiller sig fra både sunni- og shia-retningerne.
Sultan Qabus havde et nært forhold til det britiske kongehus, og da han i 2011 fejrede sit 40-års jubilæum som sultan af Oman, kom Dronning Elisabeth 2. da også på besøg i landet. Han havde ikke nogen direkte arving, og han var kun gift i en meget kort periode som helt ung. Efter sin død blev hans fætter Haitham bin Tariq al-Said indsat som ny sultan.
Sultan Qabus havde paladser rundt omkring i landet og havde ry for ifølge traditionen at tage på turné om sommeren, hvor han bosatte sig i de forskellige provinser, hvor folket kunne søge at få fortræde for ham.[kilde mangler] Oman har oplevet betydelig fremgang i hans regeringstid, blandt andet er uddannelse garanteret alle, der er bygget adskillige universiteter, ligesom alle har adgang til sundhedspleje.[kilde mangler] I hans tid blev det bjergrige Oman også udstyret med et velfungerende net af motor- og landeveje.[kilde mangler]
Kuppet mod hans far Said bin Taimur Al Said, der havde holdt landet i et middelalderligt jerngreb,[kilde mangler] foregik ved, at en vagt skød faderen i foden, da kun et kup med udgydelse af blod blev regnet for fuldgyldigt.[kilde mangler]